# 十河宣洋
十河 宣洋（そごう せんよう、1940年11月12日 - ）は、日本の俳人。本名・宣洋（のぶひろ）。俳句サークル「源流」代表。北北海道現代俳句協会会長。旭川文学資料友の会会長。

## 来歴
北海道空知郡南富良野村（現南富良野町）に生まれる。富良野高校（北海道富良野高等学校）、北海道学芸大学旭川分校（現北海道教育大学旭川校）を卒業。中学校教員を務め、現在旭川市在住。1959年（昭和34年）、北海道の俳句誌「葦牙」に入会、現在編集長を務める。俳句結社「樹氷」「季節」、金子兜太主宰の「海程」にも所属し、現在は、旭川発行の俳句サークル「源流」代表。1976年（昭和51年）、同人誌「秒間」を創刊、代表（現在休刊）。北北海道現代俳句協会会長、旭川文学資料館等を運営する特定非営利活動法人旭川文学資料友の会会長。

## 作品
- 雪はげし羽を捨ててみんな寝る
- 零下三十度人に近づく人の声
- 接吻のクリムト香水ほどの冬日
- あすなろ忌吾が心音のうすあおし
- 日の鹿の微妙な流れ鰊群来

## 受賞
- 1975年 - 季節新人賞、海程新人賞
- 2007年 - 季節賞
- 2016年 - 海程会賞